# Oleiros, Galicia
Oleiros là một đô thị của Ferrolterra phía tây bắc Tây Ban Nha ở tỉnh A Coruña trong cộng đồng tự trị của Galicia.